# 1528
1528 (MDXXVIII) fue un año bisiesto comenzado en miércoles del calendario juliano.

## Acontecimientos
- 12 de enero: Gustavo I de Suecia es coronado rey.
- 27 de marzo el emperador Carlos V (Carlos I de España) declara constituida la Provincia de Venezuela en el territorio que se encuentra entre «…el cabo de La Vela o del fin de los límites y términos de la dicha Gobernación de Santa Marta hasta Maracapana, leste oeste norte y sur de la una mar a la otra, con todas las islas que están la dicha costa, ecebtadas las que están encomendadas y tiene a su cargo el factor Juan de Ampíes».
- 28 de marzo: Capitulación firmada por el emperador Carlos V (Carlos I de España) que otorga a la Familia Welser de Augsburgo los territorios de la Provincia de Venezuela.
- 31 de marzo: El Capitán general y teniente de gobernador Diego de Mazariegos y Porres funda la Villa Real de Chiapa (de Procedencia española) el 31 de marzo de 1528, después de haber vencido a los zoques de las montañas del norte y a los chiapanecas, y se convierte en la capital de la provincia de Chiapas.
- 1 de abril: Es refundada la villa de San Salvador en el valle de la Bermuda.[1]
- 28 de septiembre: Se funda la ciudad de Nueva Cádiz en la Isla de Cubagua, estado Nueva Esparta en Venezuela.
- 6 de noviembre: Álvar Núñez Cabeza de Vaca naufraga en el golfo de México y es el primer europeo que pone pie en Texas.
- Se crea la Junta del Reino de Galicia.
- Ulrico Zuinglio y Juan Ecolampadio toman parte en la Disputa de Berna, por la cual dicho cantón se convierte al Protestantismo.
- Francia recupera Milán de manos de las tropas imperiales de Carlos V y lanza un feroz ataque sobre Nápoles.

## Arte y literatura
- Miguel Ángel comienza a trabajar en las fortificaciones de Florencia.
- Francisco Delicado publica La Lozana andaluza.
- Se inician las obras de la Catedral de Málaga.

## Nacimientos
- 7 de enero: Juana III de Navarra, reina de Navarra (f. 1572).
- 4 de octubre: Francisco Guerrero, compositor español (f. 1599).
- Juan de Garay, explorador y colonizador español, fundador de Buenos Aires.
- Paolo Veronese, pintor italiano.
- Alonso de Bárcena, misionero jesuita español.
- Akechi Mitsuhide,  samurái japonés del período Sengoku (f.1582).

## Fallecimientos
- 1 de abril: Francisco de Peñalosa, compositor español (n. 1470).
- 6 de abril: Alberto Durero, pintor alemán (n. 1471).
- 15 de agosto: Odet de Cominges, conde de Cominges, vizconde de Lautrec y vizconde de Vilamur (n. 1485).
- 28 de agosto: Pedro Navarro, marino, militar e ingeniero español (n. 1460).
- 31 de agosto: Matthias Grünewald, pintor alemán (n. 1470).
- 8 de octubre: Domenico Capriolo, pintor italiano (n. 1494)
- Boabdil, último rey de Granada.
- Pánfilo de Narváez, explorador español.